# Rhythm 'n' Face
Rhythm 'n' Face (リズムンフェイス?, Rizumunfeisu) è un videogioco ritmico prodotto dall'artista giapponese Osamu Sato. Sviluppato da OutSide Directors Company e pubblicato da Asmik Ace Entertainment, venne pubblicato il 9 Marzo del 2000 per il solo mercato giapponese in esclusiva Playstation.

## Modalità di gioco
L'obiettivo del gioco è quello di realizzare dei volti surreali attraverso l'utilizzo di tre forme semplice (quadrato, triangolo e cerchio) che devono essere posizionate a ritmo con la musica di sottofondo. Le forme vengono selezionate a seconda del pulsante premuto sul controller della console (appunto quadrato, triangolo e cerchio) mentre i tasti L1 ed R1 serviranno per aggiustare la dimensione della forma che, utilizzando le frecce direzionali, dovrà essere posizionata correttamente sulla griglia di gioco.  
Ogni livello è suddiviso in due fasi: la prima controllata dal computer che mostrerà al giocatore quale forma usare, con quale dimensione e dove posizionarla mentre, nella seconda fase, il giocatore dovrà ricordare a memoria la giusta combinazione di azioni (che devono essere effettuate rigorosamente a tempo con il sottofondo musicale) per posizionare la sagoma corretta nella sua posizione. Se si fallisce per quattro volte il posizionamento, il livello ricomincerà da capo. Se il giocatore continua a posizionare correttamente le varie forme, un contantore di combo aumenterà e, una volta arrivato ad otto combinazioni corrette, si avrà la possibilità di riguadagnare una vita (se quest'ultima è stata persa in precedenza).  
Alla termine di ogni stage, il gioco calcolerà il punteggio effettuato tenendo conto di due fattori: Face (faccia) e Rhythm (ritmo). Entrambi presenteranno un punteggio che va da 0 a 50 di cui: il primo terrà conto di quanto la faccia realizzata dal giocatore in fase di gameplay rispecchi quella creata dal computer mentre, il secondo, misurerà il livello di precisione ritmica.  
Una volta terminati tutti i livelli si avrà la possibilità di rigiocare con la possibilità di personalizzare le texture e sfruttare alcune facilitazioni.  
Inoltre, se si effettuano 350 punti in un qualsiasi stage, si avrà la possibilità di giocare dei livelli bonus in cui il giocatore potrà posizionare liberamente le forme senza tenere conto del ritmo. 

## Tracce musicali
Sia le tracce musicali che il comparto artistico del gioco, sono stati realizzati da Osamu Sato. Le tracce audio, con i relativi personaggi, che figurano sono:
- Happy Peace Smile - Namihei Panda
- Swan Song 2000 - Panda Stewart
- Fat Tiger Blues - Torkee
- Dr Boochang Lee - Klinton
- Something in Heaven - Hajime
- Dabster & Dubstar - Adidos
- Rock the Rocket - Tomson
- Green Castle - Kwai.Polnuki
- Wondering Bullfighter - Gaudi Barcelona
- Quite Rose - Beatty
- Apollo Comic - 808
- Durian Moon - Acadi

Inoltre, sono presenti quattro livelli Bonus: 
- Water #36
- Steel #36
- Universe #36
- Voice #36